# 대협곡 (스코틀랜드)
대협곡(영어: the Great Glen 더 그레이트 글렌[*], 스코틀랜드 게일어: An Gleann Mòr 안 글란 모르)는 하일랜드(고지 스코틀랜드)의 북동부 끝 인버네스에서 남서부 끝 포트윌리엄 사이를 달리는 길이 62 마일(100 킬로미터)의 협곡이다. 스코틀랜드 대협곡은 대협곡 단층(en:Great Glen Fault)이라는 거대한 단층을 따라 나 있으며, 하일랜드는 대협곡을 경계로 남동쪽의 그램피언 산맥과 북서쪽의 북서 고지대로 나뉜다.
대협곡은 스코틀랜드인들의 지금도 이용 중인 자연교통로로, 칼레도니아 운하와 A82 공도가 그 사례다. 19세기 말에 인버게리-포트아우구스투스 철도가 만들어지기도 했는데 이 철도는 1947년 폐선되었다.
대협곡을 북동쪽에서 남서쪽으로 내려가는 경로상에 네스 강, 돈키포어 호, 네스호, 오이크 강, 오이크 호, 로키 호, 로키 강, 린헤 호가 있다. 이 중 오이크 호와 로키 호 사이에 분수령이 존재한다.
대협곡 단층의 지진 활동은 미약하다고 생각되고 있지만 그래도 주변 건축물(예: 케소크 교)에는 내진 설계가 적용되고 있다.